# Marie Luise Scherer
Marie Luise Scherer (sinh năm 1938 tại Saarbrücken) là nhà văn nữ và nhà báo người Đức.

## Tiểu sử
Từ năm 1974 tới năm 1998 Marie Luise Scherer cộng tác với tuần báo Der Spiegel. Bà đã đăng nhiều phóng sự nổi tiếng trên tuần báo này.
Hiện nay bà sống ở Damnatz (Niedersachsen) gần sông Elbe, không xa biên giới Đông Đức cũ.

## Giải thưởng
- 1970: Giải Theodor Wolff
- 1977: Giải Egon Erwin Kisch cho bài Der Zustand, eine hilflose Person zu sein trên báo Der Spiegel
- 1979: Giải Egon Erwin Kisch cho bài Auf deutsch gesagt: gestrauchelt trên báo Der Spiegel
- 1989: Giải Siebenpfeiffer
- 1994: Giải Ludwig Börne
- 2008: Giải Italo Svevo
- 2011: Giải Heinrich Mann

## Tác phẩm
- Ungeheurer Alltag. Geschichten und Reportagen. Rowohlt, Reinbek 1988, ISBN 3-498-06225-5
- Der Akkordeonspieler. Wahre Geschichten aus vier Jahrzehnten. Die Andere Bibliothek. Hrsg. von Hans-Magnus Enzensberger bei Eichborn, Frankfurt am Main 2004, ISBN 3-8218-4541-4. (Taschenbuchausgabe: Fischer, Frankfurt am Main 2006)

## Sách viết về Scherer
- Angelika Overath: Das halbe Brot der Vögel. Zur Sprache der Journalistin Marie-Luise Scherer. In: Das halbe Brot der Vögel. Portraits und Passagen. Wallstein, Göttingen 2004.